# Мережа прямих трансляцій
Мережа прямих трансляцій — група радіостанцій, телебачення та інших електронних засобів масової інформації, які укладають угоду про передачу в ефір або трансляцію певних матеріалів з централізованого джерела. Наприклад, PBS (СГМ — Система Громадського Мовлення) та BBC (БГМ — Британське Громадське Мовлення) є телевізійними мережами, які забезпечують програмування для місцевих філіалів телевізійних станцій, використовуючи сигнали, які можуть бути підхоплені звичайним домашнім телебаченням.
Потік медіа, інтернет-радіо та трансляція в Інтернеті іноді вважаються формами прямих трансляцій, попри відсутність радіостанцій. Його практики можуть також називатися «трансляційними» або «мережами трансляцій».

## Історія

### Американські мережі
Реджинальд Фессенден — колишній інженер та комунікаційний дослідник Метеорологічного Бюро США. Він був першою людиною, що передала регулярну радіопередачу. Його трансляції були з корабля у морі. Для них Фессенден використовував безконтактне радіотелеграфне обладнання. Ці програми складалися з фрагментів музичних творів Георга Фрідріха Генделя, гри на віолончелі та аудіофрагментів із Біблії. Фессенден вважається першим транслятором людського голосу. Через декілька років компанія «Дженерал Електрік» була закликана створити Радіокорпорацію Америки (RCA). Приблизно в той самий час компанія AT&T також почала займатися цим питанням.

#### AT&T
Разом з усіма станціями, що працюють в ефірі, у компанії AT&T розробили ідею поширення програмування, для того, щоб зекономити зусилля, які потребувалися для його створення. До того ж більшість програм звертаються до глядачів більш ніж з однієї станції. Коли дві чи три станції з'єднуються з однією телефонною лінією це називається «одноканальне радіомовлення». З того часу, як телефонні лінії стали власністю компанії, AT&T стала першою корпорацією, яка поширювала дві або три станції через телефонні лінії.
У 1924 році першою в історії радіомовлення комерційною та різноплановою програмою стала «Еврідей Ауер». Вона транслювала більш ніж 12 станцій, більшість з яких були власністю компанії AT&T. Національні компанії змогли зацікавити велику частину населення за допомогою своїх торговельних марок та лозунгів. До 1925 року, компанія AT&T з'єднувала 26 станцій в одній мережі. Вона також керувала станцією «Оунд & Оперейтід» (O&O) та WEAF в Нью-Йорку.

#### RCA (РА)
Радіокорпорація Америки (РА) наслідувала приклад AT&T, використовуючи їх модель мережі. Тим не менш, між ним виник конфлікт, який був спричинений потребою в оренді телефонних ліній у AT&T. Федеральна Торгова Комісія (ФТК) звернула на це увагу та звинуватила компанію AT&T в порушенні антимонопольного законодавства США. У 1926 році AT&T продала свої права на трансляцію Радіокорпорації Америки. Зі свого боку, RCA погодилася орендувати мережеві з'єднання у AT&T. Остання ж, своєю чергою, протягом кількох десятиліть займалася прибутковим бізнесом у сфері радіо та телебачення.

#### NBC
У 1926 було створено Національну Широкомовну Компанію, яку очолив Девід Сарнофф. Коли її було вперше запущено, вона складалася з двох груп станцій, які працювали разом, але мали різні програми та спонсорів. Вони називалися NBC Red та NBC Blue. Перша охоплювали сильніші станції, а друга — слабші.
У 1941 році Федеральна Комісія з питань зв'язку (FCC) випустила доповідь про одноканальне радіомовлення, що була присвячена дослідженню монопольної практики радіомереж. FCC назвала мережі NBC Red та NBC Blue головним розчарування, оскільки комісія визнала їх неконкурентоздатними. Оскільки FCC не мала повноважень на регулювання мереж, вони вирішили встановити для них правила. У 1943 Верховний суд США позбавив FCC повноважень щодо застосування правил для одноканального радіомовлення. Мережу NBC Blue було продано Едварду Ноблу, який з часом назвав її Американською Телерадіокомпанією (ABC), а NBC також мала мережу короткохвильових станцій, що називалася NBC White Network у 1930-их роках.

#### CBS
Упродовж 1926—1927 років домашні радіоприймачі різко стали набирати популярність. Третьою з'явилася мережа «Колумбійська Радіотелевізійна Система» (CBS). Вільям С. Пейлі придбав її. Спочатку CBS чинила супротив, оскільки обидві компанії NBS мали переваги. Пейлі допоміг CBS отримати їх там, де вони були в NBS. Під його керівництвом CBS зорієнтувалася на розважальних програмах, новинах та встановленню зв'язків між ними. Національні мережі на CBS також існують у різних частинах країни. Пізніше мережа найняла Едварда Р. Марров, якого асоціюють з різким підвищенням рейтингів. Мерров та CBS висвітлювали події війни у Європі за часів Адольфа Гітлера. NBS та ABC відмовилися від транслювання подій війни з міркувань безпеки. У результаті рейтинги CBS зросли з шаленою швидкістю.

#### ABC
Мережу NBC Blue було продано Едварду Ноблу. Тоді вона почала існувати як Американська Телерадіокомпанія (ABC) і була створена внаслідок суперечки, що мала FCC з NBC Blue та NBC Red. До середини 1940 року на арені теле- та радіобачення відбувалася велика битва трьох телевізійних мереж. Мережа Нобла майже збанкрутіла і в 1951 році Леонард Голденсон разом з Юнайтед Парамаунт Сіатерс купили її за 25 млн доларів. У 1964 році компанія ABC виграла у змаганні рейтингів на 50 найбільших ринках США. У 1970—1971 роках ABC зайняла 1-ше місце в рейтингу Нільсена за найкращу медичну драму під назвою «Маркус Вельбі М. Д.».